# آلبرتو خورخه
آلبرتو خورخه (انگلیسی: Alberto Jorge) (زادهٔ ۱ ژانویهٔ ۱۹۵۰ – درگذشتهٔ ۳ سپتامبر ۲۰۲۴) بازیکن فوتبال اهل آرژانتین بود.
از باشگاه‌هایی که در آنها بازی کرده‌ بود می‌توان به باشگاه لئون اشاره کرد.